# 陶元甘
陶元甘（1914年—1986年）四川省安岳县人，中华民国及中华人民共和国历史学家。

## 生平
陶元甘早年进入安岳县立初级中学学习，当时国文程度位居全班前一两名，并已读很多历史、地理方面书籍。1930年春，考入成都联合县立中学高中文科第三班，文史学科的老师均是四川省名流。但陶元甘有志学习西洋史。成都联合县立中学是成都的中国青年党据点，其胞兄陶元珍久已为中国青年党党员，故陶元甘入校后即加入中国青年党的外围组织“石室求是学会”。1931年，加入中国青年党的基层组织“成都惕社”。1932年，升入中国国家主义青年团。
1933年夏，陶元甘到南京考大学，考入国立中央大学史学系。1937年8月底，随国立中央大学西迁重庆。迟至1939年5月仍未毕业，故得以出席1939年5月11日国立中央大学历史学会成立大会。
1940年3月，顾颉刚在成都领衔创办《史学季刊》，陶元珍、陶元甘在发起的74人内。同年9月，陶元甘获聘加入顾颉刚领导的齐鲁大学国学研究所，任《责善半月刊》编辑员。同年11月，被聘为兼任研究员，直到1941年1月13日主动辞职。
1940年7月到1941年4月，陶元甘在《史学述林》、《责善半月刊》、《文史教学》上发表了多篇秦汉史论文及札记。1942年9月初，四川省通志馆成立。陶元甘获得力主创办四川省通志馆的李璜和张澜推荐，出任四川省通志馆采访组组长。1944年，四川省通志馆编成《四川方志简编》，陶元甘负责“总论”部分，并负责校阅“分论”的内容。1948年夏初，陶元甘辞去采访组组长职务。
1946年到1947年间，陶元甘在《青年世界》半月刊发表数篇时政评论。1947年12月，陶元甘作为中国青年党党员增补为四川省参议会参议员，任至中国人民解放军攻占成都前夕。1948年4月到1949年秋，任中国青年党机关报《新中国日报》主笔。
中华人民共和国成立后，中国青年党被宣布为反动党派，予以取缔。陶元甘受到一定冲击。1950年代，陶元甘撰写了《居延汉简笺证》一书。1980年，陶元甘被聘为四川省文史研究馆馆员。1981年，加入成都风物研究会。此后数年间，陶元甘在《文史杂志》、《成都文物》上发表关于四川及成都地方史的多篇研究论文。1982年起，在各类刊物上发表多篇秦汉史研究论文及札记。自1980年进入四川省文史研究馆后，陶元甘便参与将该馆1950年代至1960年代所编的《成都城坊考》整理增订为《成都城坊古迹考》。
1986年，陶元甘逝世。

## 家庭
- 曾祖父：陶绍绪，进士，历任山东省高密县等县知县，后升任临清州知州、署济南府知府[1]。
- 祖父：陶先益，民国初年曾任安徽省凤阳县县长[1]。
- 姑祖母：陶先畹，字香九，清末民初女诗人[1]。
- 父：陶幼云，哥老会大哥，曾任救济院副院长、参议会议长等职[1]。
- 兄：陶元珍，历史学家[1]。